# 柏木峠 (山形県)
柏木峠（かしわぎとうげ）は、山形県上山市と山形県東置賜郡高畠町を結ぶ峠である。山形県道268号楢下高畠線が通る。

## 概要
山形県上山市楢下の赤山地区から柏木地区を通り、高畠町へ抜ける峠である。1988年10月に竣工した柏木トンネルが開通したことにより、元の峠道も2車線に改装され、峠とされているがスムーズに通過できる。抜けると国道113号へつながる。
上山市の楢下から国道113号に抜ける峠として、すぐ近くに金山峠（山形県道・宮城県道13号上山七ヶ宿線）が存在するが、こちらは普通の峠である。冬季間は通行止めとなるが、柏木峠は1年を通して通行可能。なお、金山峠は高畠町に隣接している宮城県の七ヶ宿町へ抜ける。
柏木峠の旧道は舗装されているが、非常に険しい道となっている。